# Ойя Байдар
Ойя Байдар (на турски: Oya Baydar) е турска социоложка, журналистка и писателка на произведения в жанра драма и документалистика.

## Биография и творчество
Ойя Байдар е родена на 3 юли 1940 г. в Истанбул, Турция. Учи във Френската гимназия „Нотр Дам де Сион“. По време на последната ѝ година в гимназията, е публикуван тийнейджърския ѝ роман „Помня Аллах“ във вестник „Хюриет“, а през 1960 г. и като книга. Заради него е изключена от гимназията. През 1964 г. завършва социология в Истанбулския университет, и започва работа в него като асистент. Докторската ѝ дисертация на два пъти е отхвърлена от Управителния съвет, заради което студентите правят протест. Известно време работи в Колумбийския университет в САЩ по статистически методи в социалните науки. От 1969 г. работи като асистент в университета „Хасетепе“ в Анкара.
След преврата на 12 март 1971 г. е арестувана като член на Синдиката на турските учители и заради социалистическата ѝ ориентация като член на Турската работническа партия, заради което напуска университета. В периода 1972-1974 г. е колумнист на „Йени Ортам“ и в периода 1976-79 г. за вестник „Политика“. През 1974 г. е сред основателите на Социалистическата работническа партия, а по-късно се присъединява към Комунистическата партия на Турция. Със съпруга си Айдън Енгин и с Юсуф Зия Бахадинли основават списание „Илке“. Изявява се като социалистически журналист и активист.
След преврата на 12 септември 1980 г. отново е арестувана, осъдена е на 27 години затвор, и е принудена да напусне Турция. В продължение на 12 години живее като политически бежанец в Германия. В периода 1981 – 1982 г. пребивава в Москва. Преживява разпадането на социалистическата система докато живее във Франкфурт. Този процес описва в книгата си от 1991 г. „Elveda Alyoşa“ (Сбогом Альоша), за който получава наградата „Саит Фаик Абасъянък“.
През 1992 г. се завръща в Турция след частична амнистия и се отддава на писателска и изследователска дейност. За романа си „Котешки писма“ от 1992 г. получава наградата „Юнус Нади“. Носителка е и на престижните награди – „Орхан Кемал“ за романа „Остана топлата им пепел“ и „Джевдет Кудрет“ за романа „Портата на греха“.
Става популярна писателка, а романите ѝ са издадени и преведени на над 20 езика по света.
Пише и за интернет-вестника „Т24“ предимно за кюрдския проблем.
Писателката е официален гост на литературния фестивал „Пловдив чете 2014“.
Ойя Байдар живее със семейството си в Истанбул.

## Произведения

### Самостоятелни романи
- Allah Çocukları Unuttu (1960)
- Kedi Mektupları (1992)
Котешки писма, изд. „Летера“ (2014), прев. Севджан Кендже
- Hiçbiryer’e Dönüş (1998)
- Sıcak Külleri Kaldı (2000)
Остана топлата им пепел, изд. „Летера“ (2013), прев. Емилия-Боряна Славкова
- Erguvan Kapısı (2004)
Портата на греха, изд. „Летера“ (2010), прев. Хубавинка Филипова
- Kayıp Söz (2007)
Изгубената дума (частична публикация), сп. „Страница“ (2012)
Изгубеното дар-слово, изд. „Летера“ (2013), прев. Хубавинка Филипова
- Çöplüğün Generali (2009)
- Savaş Çağı Umut Çağı (2010)
- O Muhteşem Hayatınız (2012)

### Документалистика
- Elveda Alyoşa (1991)
- Cumhuriyetin Aile Albümleri ()
- 75 Yılda Köylerden Şehirlere ()
- 75 Yılda Çarklardan Chip'lere ()
- 75 Yılda Çarkları Döndürenler ()
- 75 Yılda Değişen Yaşam Değişen İnsan-Cumhuriyet Modaları ()
- Cumhuriyet Modaları ()
- Türkiye Sendikacılık Ansiklopedisi ()
- Bir Dönem İki Kadın (2011)